# イノベーションゲーム (マーケティング)
イノベーションゲーム (英: innovation game)は、ルーク・ホーマンによって開発された一次データの市場調査の形式で、顧客は製品やサービスに関するフィードバックを生成する手段として一連のゲームをプレイする。データは顧客や見込み客から直接収集され、特定の調査の質問に回答する形式のため、調査の情報源は一次データである。二次データは、通常は一次調査を通じて他の人が以前に収集したデータであり、特定の調査の質問に対応していない場合もある。イノベーションゲームをプレイする「顧客」は、通常、特定の製品やサービスの直接の利用者・消費者である。ただし、場合によっては、ゲームプレーヤーは、製品やサービスの影響を受ける、または受ける可能性のある個人またはシステムである可能性がある。
イノベーションゲームは、次のような責任を持つファシリテーターによって進行される。
- プレイするゲームを説明する。
- 各ゲームのペースとテンポを制御する。
- 参加レベルを見守る。
- ゲームプレイイベント全体の時間管理をする。

## 説明
少なくとも12のユニークなイノベーションゲームが存在する。そしてこれらの12のゲームの要素の組み合わせで派生した新しいゲームも多く存在する。 

## 適切なゲームの選択
他のゲーム環境から任意の数またはさまざまなイノベーションゲームを発明、組み合わせ、または適合させることができますが、そのようなゲームにはすべて、特定の種類の問題への適用を制限する長所と短所があります。これらの長所と短所は、6つの別々の次元として表されます。